# Conus fischoederi
Conus fischoederi is een in zee levende slakkensoort uit het geslacht Conus. De slak behoort tot de familie Conidae. Conus fischoederi werd in 1983 beschreven door Röckel & da Motta. Net zoals alle soorten binnen het geslacht Conus zijn deze slakken roofzuchtig en giftig. Zij bezitten een harpoenachtige structuur waarmee ze hun prooi kunnen steken en verlammen.